# Роки Форд (Колорадо)
Роки Форд (енгл. Rocky Ford) град је у америчкој савезној држави Колорадо.

## Демографија
По попису из 2010. године број становника је 3.957, што је 329 (-7,7%) становника мање него 2000. године.
| Група             | 2000.         | 2010.         |
| Белци             | 1.729 (40,3%) | 1.498 (37,9%) |
| Афроамериканци    | 17 (0,4%)     | 20 (0,5%)     |
| Азијати           | 32 (0,7%)     | 48 (1,2%)     |
| Хиспаноамериканци | 2.449 (57,1%) | 2.338 (59,1%) |
| Укупно            | 4.286         | 3.957         |